# Zopiro di Taranto
Zopiro (in greco antico: Ζώπυρος?, Zòpyros; Taranto, IV secolo a.C. – Taranto, IV secolo a.C.) è stato un filosofo e scienziato greco antico della scuola pitagorica. Fu anche meccanico, inventore e perfezionatore di macchine belliche.

## Biografia
Zopiro fu prima discepolo e poi membro della scuola platonica di Archita; infatti è menzionato nel catalogo dei Pitagorici steso da Giamblico che derivava da Aristosseno.
Diresse la costruzione del "gastraphetes" (ossia arco da pancia) nel periodo antecedente alla scoperta delle macchine da lancio a torsione o mediante pulegge. Il gastraphetes era sostanzialmente una balestra in legno che veniva usata appoggiandola al ventre, composta da un arco, un telaio di sostegno e un meccanismo scorrevole per tendere la corda dotato di una serie di denti di arresto per consentire la regolazione della potenza di tiro. 
Bitone colloca questa impresa di Zopiro a Cuma, sicché è possibile che egli fosse attivo nell'ultimo quarto del V secolo a.C., prima che la città cadesse in mano ai Sabelli.